# 秀ノ山雷五郎
秀ノ山 雷五郎（ひでのやま らいごろう、文化5年（1808年） - 文久2年5月19日（1862年6月16日））は、陸奥国本吉郡（現・宮城県気仙沼市）出身で秀の山部屋に所属した大相撲力士。
第9代横綱。本名は橋本（旧姓：菊田） 辰五郎（はしもと たつごろう）。

## 来歴
1808年に、陸奥国本吉郡（現・宮城県気仙沼市最知川原）で海運業と農業を営む家に五男として生まれる。当時家に出入りしていた荷揚げ人の中に元力士である籬嶋がいたが、籬嶋に辰五郎の二男である源太夫が相撲の指導を受け、土地相撲の大関として活躍していたことが刺激となり、辰五郎も力士を目指すようになった。その後は家の裏にあった榎を相手に毎日ぶつかった結果、榎を枯らしてしまったと伝わる。
榎を枯らしてしまったことで稽古場を失った辰五郎は、それでも力士になる夢を諦めきれずに無断で家出して仙台の兄を訪ねたが、力士になる話を聞くと猛反対されたため、一人で江戸へ出ていくつかの相撲部屋を訪ね歩いた。しかし、辰五郎の身長の低さから全く相手にされなかったために一度は諦めていたところへ、同郷の荒熊に拾われると、荒熊から使い走り扱いされたことに失望して仙台に戻り、魚問屋「境屋」へ奉公に出た。この奉公の合間に相撲の稽古に励むと力量が増し、再び江戸へ出て秀ノ山部屋へ入門した。
入門後は雑用ばかりで稽古どころか土俵にも上がらせてもらえなかったが、入門前に得た怪力と努力、さらに激しい闘志によって実力を付け、「北山 辰五郎」の四股名で文政11年（1828年）に初土俵を踏む。雲州藩の抱え力士となってからは「天津風 雲右衛門」と改名し、のちに横綱へ昇進する不知火諾右衛門と同時に新入幕を果たした。入幕後も持ち前の怪力と闘志は健在で、盛岡の南部藩の抱え力士に転向後は天保12年（1841年）1月場所で大関に昇進、「岩見潟 丈右衛門」と改名後に天保15年（1844年）10月場所からは「秀ノ山 辰五郎」を襲名した。弘化4年（1847年）9月場所で、入門から19年目で吉田司家から悲願の横綱免許を授与された。
引退後は四股名のまま年寄となり、陣幕久五郎を育成したが、中改め（審判委員）を担当している時に自身の弟子ばかりを贔屓にしていたことで「嘉永事件」と言われる相撲史上初の大事件を引き起こした。当時、本中（現在の前相撲～序ノ口間に存在していた地位）だけでも100人を超す力士が存在しており、2日に1番のペースで取組を行っていたが、3日～4日に1番のペースに伸ばされ、昇進が遅れる者も多数存在した。そんな中で秀ノ山は弟子2名を必ず2日に1番のペースで土俵に上がらせたため周囲から反発を買い、力士のストライキ（嘉永の紛擾）、さらには本中力士から竹槍で殺される寸前までに発展する大騒動へ発展したが、秀ノ山自身が謝罪したことで解決した。しかし、この事件によって秀ノ山は勧進元を安政5年（1858年）まで待つこととなった。
文久2年5月19日（1862年6月16日）に死去、56歳没。秀ノ山の墓は東京都江東区の普門院と、岩手県一関市の願成寺に存在する。2011年（平成23年）3月11日に発生した東日本大震災によって、故郷・気仙沼市の岩井崎にある秀ノ山の銅像が大津波に飲み込まれたが、奇跡的に流出せずに存在している。

## 主な成績
- 通算幕内成績：112勝21敗33分2預96休　勝率.762
- 優勝相当成績：6回[2]

### 場所別成績
江戸相撲の本場所のみを示す。
| 1828年 | 新序 0–2–8               | 東序ノ口10枚目 4–1–4 1分 |
| 1829年 | 東序二段18枚目 3–0–4     | 東序二段6枚目 5–0–5      |
| 1830年 | 東三段目23枚目 4–1–4 1分 | 東三段目17枚目 3–3–4     |
| 1831年 | 西三段目13枚目 6–1–2 1分 | 西三段目9枚目 6–0–1 1預  |
| 1832年 | x                        | 西三段目筆頭 8–1–1       |
| 1833年 | 西幕下16枚目 7–2–1       | 番付非掲載 不出場        |
| 1834年 | 番付非掲載 不出場        | 番付非掲載 不出場        |
| 1835年 | 西幕下8枚目 3–4–1 2分    | 西幕下6枚目 0–2–6 2分    |
| 1836年 | 西幕下5枚目 3–1–2        | 西幕下3枚目 5–1–2 1分    |
| 1837年 | 西前頭7枚目 4–1–5        | 西前頭4枚目 0–3–5 2分    |
| 1838年 | 西前頭4枚目 3–0–3        | 西前頭4枚目 8–0–1 1預    |
| 1839年 | 西前頭筆頭 7–0–2 1分     | 西小結 6–0–2 2分         |
| 1840年 | 西関脇 7–1–1 1分         | 西関脇 5–1–2 2分         |
| 1841年 | 西大関 6–1–2 1分         | 西大関 5–2 1分           |
| 1842年 | 西大関 3–2–1 4分         | 西関脇 5–1–1 3分         |
| 1843年 | 西関脇 5–0–4 1分         | 西関脇 5–1–3 1分         |
| 1844年 | 西関脇 5–1–2 2分         | 西大関 8–0–2             |
| 1845年 | 西大関 6–0–2 2分         | 西大関 6–1–2 1分         |
| 1846年 | 西大関 2–0–7 1分         | 西大関 0–0–10            |
| 1847年 | 西大関 3–3–1 3分         | 西大関 4–0–3 3分         |
| 1848年 | 西大関 4–2–3 1分         | 西大関 5–1–2 1分1預      |
| 1849年 | 西大関 0–0–10            | 西大関 0–0–10            |
| 1850年 | 西大関 引退 0–0–10       | x                        |
| 各欄の数字は、「勝ち-負け-休場」を示す。 優勝 引退 休場 十両 幕下 三賞：敢=敢闘賞、殊=殊勲賞、技=技能賞 その他：★=金星 番付階級：幕内 - 十両 - 幕下 - 三段目 - 序二段 - 序ノ口 幕内序列：横綱 - 大関 - 関脇 - 小結 - 前頭（「#数字」は各位内の序列） |                          |                          |